# Setomima stylappendiculata
Setomima stylappendiculata är en tvåvingeart som beskrevs av Wagner 1993. Setomima stylappendiculata ingår i släktet Setomima och familjen fjärilsmyggor. Inga underarter finns listade i Catalogue of Life.